# Seyran Ismayilkhanov
Seyran Ismayilkhanov (ook gekend als Seyran) (Bakoe, 22 mei 1980) is een Duitse singer-songwriter  en muzikant van Azerbeidzjaanse afkomst.

## Biografie
Seyran groeide op in Bakoe, de hoofdstad van Azerbeidzjan. Van zijn ouders leerde hij piano en viool te spelen. Later studeerde hij zang aan de Gnessin Staatsacademie voor Muziek in Moskou. In 2005 verhuisde hij van Azerbeidzjan naar Keulen.
Zijn eerste Russische single Uletau was een hit in 2002. Hoewel hij destijds in Duitsland woonde, won hij in 2008 de Russische tv-wedstrijd 5 STARS Songfestival. In Keulen stichtte hij, samen met pianist Norman Erik Kunz, de etnische jazzgroep Different Joy.
In 2008 deed hij namens Azerbeidzjan mee aan het Intervisiesongfestival. In deze wedstrijd moest elk land drie liedjes brengen, allen gezongen door dezelfde artiest. Vervolgens werden via televoting de punten verdeeld. Uiteindelijk eindigde hij op een achtste plaats (op 11 deelnemers) nadat hij in de voorrondes respectievelijk 8ste, 7de en 11de geworden was.
In 2010 verscheen zijn eerste, in Duitsland verschenen, single Waiting for your call. Hiervan werden direct veertien verschillende versies gemaakt. Een jaar later verscheen zijn tweede hit, Wild Kisses. Dit lied werd uitgebracht op de compilatie Oriental Garden in verscheen zo in 24 landen. In februari 2011 won hij het Gouden Melody Song Festival in Cyprus met het lied Kanatsiz Melekler, wat Engelen zonder vleugels betekent. Het succes leidde er vervolgens toe dat Seyran in Istanboel werd uitgenodigd om er zijn eerste album op te nemen. Dit album bestaat uit dertien liedjes, allen gezongen in het Turks.
In 2011 nam hij deel aan Milli Seçim Turu, de Azerbeidzjaanse preselectie voor het Eurovisiesongfestival. Hij eindigde slechts vijfde in de zesde voorronde. Enkel de beste artiest van iedere voorronde stootte door. In 2013 deed hij opnieuw mee. Nu eindigde hij vierde in de achtste voorronde en werd zodoende weer uitgeschakeld.
In 2012 bereikte hij de  tweede plaats op het Balkan Song Festival/Sunchane Skala met het nummer Let the sunshine. In hetzelfde jaar schreef hij voor de Tadzjiekse zangeres Tahmina Niyazova de nummer 1-hit My heart makes BOOM BOOM BOOM en speelde ook mee in de videoclip van het lied.
In 2015 heeft Seyran zijn eerste Duitse album uitgebracht. Het album, dat de naam Nur die Liebe zählt kreeg, bestaat enkel uit veertien pop- en schlagersongs.
Op 26 mei 2016 werd bekendgemaakt dat Seyran Duitsland zou vertegenwoordigen op het Türkvizyonsongfestival 2016, dat in Turkije georganiseerd werd. Dit festival werd echter eind 2016 geannuleerd. Vier jaar later mocht hij dan toch naar het festival. Hij vertegenwoordigde eind december 2020 Duitsland op het Türkvizyonsongfestival 2020. Hij eindigde achtste op 26 deelnemers.

## Discografie

### Albums
- Kanatsiz Melekler (2012)
- Nur die Liebe zählt (2015)

### Singles
- Uletau (2002)
- Waiting for your call (2010)
- Wild kisses (2011)
- Keine Angst (2015)
- In der heiligen Nacht (2016)
- Schutzengel (2016)

2014: Fahrettin Güneş · 
2015: Derya Kaptan · 
2020: Seyran